# 吉光 (游戏角色)
吉光是南梦宫公司推出的《铁拳》和《剑魂》系列格斗游戏中出现过的三个不同角色的名字。
吉光的第一个版本于1994年首次亮相于原版《铁拳》中。自1998年的同名作品以来，第二个版本的吉光出现在《剑魂》系列的每一款游戏中，除了2012年的《剑魂 V》。后者采用吉光的第三个版本，非正式地称为吉光二世。所有吉光都是他们所处时代荣誉的卍氏族的领袖，是忍术的修行者以及戴着面具和机械义肢的剑术大师。
由于《铁拳》的背景设定在现代，而《剑魂》则在中世纪奇幻世界中，因此最初的《剑魂》中的吉光被认为是《铁拳》中吉光的祖先；然而，吉光二世的介绍表明，作为秘密仪式的一部分，吉光们会被自愿杀死并由更年轻的门徒取而代之，以使“吉光”在外人看来是不朽的。因此，可以暗示出《铁拳》中的角色以类似的方式继承了称号。这些角色受到了评论家的好评。

## 登场

### 铁拳系列

#### 初代和二代游戏
吉光的首次亮相是在1994年的原版《铁拳》中。《铁拳 2》中的州光在故事揭示了吉光的刀是通过卍氏族的领袖传承下来的。这个氏族致力于帮助弱者和对抗压迫。在新领袖就职时，他们的前任将进行仪式性的牺牲，刀会吸收这个人的力量和技巧。在游戏的故事中，吉光作为诱饵进入第一届比赛，以便让其他卍氏族在无人察觉的状况下偷走比赛的资金。在比赛中，吉光得知一个名为严龙的相扑选手，他在比赛中不尊重规矩，因此未能晋升至横纲级别。他对相扑规则的无礼让吉光非常愤怒，于是他打败了巖流。后来，吉光率领突袭队突袭伯斯科諾維奇博士的实验室，以窃取他的永恒能源装置。虽然吉光在行动中失去了他的手臂，但伯斯科諾維奇帮助他逃脱并为他装上了机械义肢。为了感谢他的帮助，他告诉伯斯科諾維奇，他可以在需要帮助时随时呼唤他。在《铁拳 2》中，吉光得知伯斯科諾維奇被关押在Guiane Paklibutushitsu中， 于是参加第二届“铁拳争霸赛”以便营救他。同时，吉光的前任卍氏族副首领州光回到比赛中，以窃取家族的太刀。 吉光打败了她，并在得知伯斯科諾維奇的位置后退出比赛以营救他。

#### 三代游戏
在《铁拳3》中，吉光拜访了正患病的伯斯科諾維奇，他在制造冷冻睡眠设备时染上了一种疾病。伯斯科諾維奇告诉吉光，只有用新近苏醒的神明斗神的血液才能治愈他的病。于是，吉光随后为了获得斗神的血液而参加第三届”铁拳王争霸赛“。 在比赛期间，他被来自伯斯科諾維奇的竞争对手、派来杀他（并抓住博士）的改造人布莱恩·弗瑞盯上。吉光设法打败了布莱恩。吉光在寻找斗神之血的成果不明，但他很可能获得成功。

#### 四代和五代游戏
两年后，在《铁拳4》的事件中，吉光意识到他的族群因为缺乏必要的资金和人手而日益衰落。在得知第四届“铁拳王争霸赛”后，他与三岛财阀结盟并参加比赛。在比赛接近尾声时，吉光潜入三岛财阀的豪宅并发现了昏迷的布莱恩·弗瑞。他将他带去伯斯科諾維奇的实验室，让医生将布莱恩转移到一个新的身体中。然而，伯斯科諾維奇给布莱恩注射药物，让他昏睡一年。然而，当吉光一个月后访问伯斯科諾維奇的实验室时，他发现实验室被摧毁，他的许多同胞都死了。受伤的伯斯科諾維奇告诉他，布莱恩在注射药物后仅一个月就醒，并以他的新身体横进行了暴行。吉光发誓要报仇，之后便参加了第五届“铁拳王争霸赛”（铁拳5 ）追杀布莱恩。

#### 六代和七代游戏
在寻找布莱恩的过程中，吉光发现他的剑正在变弱。由于他的剑被诅咒，如果在很长一段时间内没有杀死邪恶的人，它将失去力量并让使用者发疯。他决定采用第二把名为"风魔剑"的剑，这把剑具有压制诅咒剑属性的能力，并参加第六届“铁拳王争霸赛”（铁拳6），以恢复诅咒剑的力量。比赛结束后，随着风间仁的失踪， 三岛平八继承了三岛财阀的CEO职位。吉光感觉到有些不对劲，于是决定参加第七届“铁拳王争霸赛”（铁拳7）来证实他的怀疑。
吉光也出现在其他铁拳游戏中，包括《铁拳Tag Tournament》、 《铁拳Card Challenge》、《铁拳Advance》、《铁拳Resolute》、 《铁拳Tag Tournament 2》、《铁拳3D: Prime Edition》和《铁拳Card Tournament》。

### 剑魂系列
在南梦宫的《剑魂》系列中，另一个名为吉光的角色首次出现在1998年的《剑魂》中。在拒绝了渴望权力的织田信长的同盟提议后，吉光发现他的村庄被摧毁了。在与信长军队战斗中，吉光失去了他的胳膊。他随后出发寻找传说中的武器灵魂之刃，以报复信长。在冥想中，吉光决定如果他屈服于仇恨，他将不比信长或梦魇更好。当他到达灵魂之刃所在的城堡时，他发现它和灵魂之剑已被锁在一起。
在《剑魂》系列中，吉光使用他心爱的自称日本刀和卍氏族忍术格斗风格，这是由许多代人传承下来的万字族的技能。他的武器看起来像一把普通的日本刀，但它有许多独特的特点，以适应卍氏族独特的战斗风格。由于它是用秘密的卍氏族技术锻造的，因此无法复制，是它种最后的一把。在他的族人被屠杀后，吉光发誓要为这把武器复仇。他还将背上的巾帼作为打击武器使用。在《劍魂II》中，吉光发现他的日本刀被城堡中的腐化能量所污染，因此决心要清除它的邪恶。当吉光试图与其腐化作斗争时，它被巫毒偷走了。吉光担心这把武器落入坏人之手会发生什么，于是他出发去找回日本刀，并在此过程中发现了灵魂之刃的碎片。为了摧毁散布在地球上的碎片，吉光组建了一个名为卍字头的侠盗，以行善事并找到剩下的碎片。
吉光在《劍魂III》中回归，他计划抢劫以窃取灵魂之剑的碎片。然而，抢劫失败了，因为灵魂之剑和梦魇的仆人缇拉伏击了盗贼并拿走了碎片。后来，缇拉杀害了他的一个族人，导致吉光在《劍魂IV》中寻找报复。到《劍魂V》时，第一位吉光已被宗教性地处决，接替他的是一个年轻的、神秘的继承人（来自多喜的风魔村），他分享了他的战斗风格、声音、举止和他的发条手臂。这条秘密的继承线使使得“吉光”在外人看来是不朽的，并暗示这种传承持续下去，也与《铁拳》中的角色有关。
原版的吉光再次出现在《劍魂VI》中，他寻求获取灵魂之剑以报复他家族成员被杀害的人。但在与索菲娅的遭遇后，吉光与他被附身的剑进行搏斗，并发誓创建一个正义的盗贼团帮助穷人。

### 其他游戏
吉光还出现在其他南梦宫游戏中。他在PlayStation上的《Anna Kournikova's Smash Court Tennis》中是一个可用的额外角色，并且他在《铁拳3》的“能量剑”是该游戏可解锁的秘密网球拍之一。 吉光的剑也是《铁拳》衍生游戏《戰慄殺機》中的可用武器。他出现在由Capcom制作的跨界游戏《快打旋風 X 鐵拳》中，他的官方搭档是雷文 。 他在游戏中的备用服装之一是维加的制服，Capcom 表示“传言”称，在打败维加后，吉光也将他的精神力量能力据为己有。 尽管他的身体像他的手臂或面孔一样被揭示，但他的声音从未改变。这可以在《快打旋風 X 鐵拳》的PC Mods过场动画中得以见证。吉光作为一种精神在任天堂跨界视频游戏任天堂明星大亂鬥中出现。 

### 其他媒体
吉光在动画电影《铁拳》中有短暂的客串。 但这需要更可靠的来源进行证实。他还出现在2009年的真人电影《铁拳》中，由加里·雷·斯特恩斯饰演，他在电影中与主角风间仁进行战斗并失败。 
2006年，南梦宫和MegaHouse发布了一款吉光手办，作为基于游戏宣传画的《铁拳5》套装的一部分。虽然不可动，但这个PVC手办附带了可穿戴的服装，模仿了游戏中的服装。  2009年，万代制作了另外两个手办，基于他在《铁拳6》中的形象。  Kotobukiya 在2012年制作了一尊吉光手办，以他在《铁拳Tag Tournament 2》中的形象为基础。

## 设计和游戏玩法
吉光的名字大致翻译为“幸福之光”。他的服装经常使用汉字“宇”（罗马字： u ，拼音： yǔ ），意思是“宇宙”。在《铁拳》系列中，吉光的剑通常被描述为太刀。从《铁拳 3》开始，剑会在刀身周围散发出能量，使其看起来像一把光剑。 在一些《铁拳》游戏中，例如《铁拳4》 ，他使用的是一把普通的武士刀。
根据南梦宫的官方描述，吉光的战斗风格“融合了忍术、剑术的剑击和歌舞伎舞蹈的特殊姿势。他挥舞着一把剑，可以使用剑发动各种攻击。他可以用剑砍击对手，用剑刺穿对手，并使用他的机械左手以风车的方式旋转剑（他还可以使用这种方法飞行）”。他还拥有许多具有奇怪属性的招式；他的“切腹”招式需要消耗他自身很大一部分生命值才能施展，而他和雷武龙是唯二具有回血能力的角色。 PlayStation Universe的Michael Harradence认为，吉光和布莱恩·弗瑞是《铁拳Tag Tournament 2》中的最佳搭档，因为“布莱恩是你的重型打手，他的踢腿和拳头可以打出一些血量减少的攻击，而吉光可以通过一些精细的连招和混合攻击来混淆受害者。” 
在《铁拳6》中，吉光的第二把剑使他有了翻新的动作，让他成为一个更难操控的角色。 根据IGN的说法，在《剑魂IV》中，“新玩家通常不知道如何处理这个角色，但一旦他们掌握了他，吉光就会成为真正的自然力量。” 

## 评价
吉光的设计和角色受到游戏媒体的好评。 GamesRadar的卢卡斯·沙利文 在2012年评选的“最佳格斗游戏角色前7名”中将他排名第三，因为他“最令人印象深刻的特点是他的服装经常更换”。  WhatCulture的Jack Pooley在2014年将他评为第九大最伟大的格斗游戏角色之一，也是这个类型中“最有风格”的角色之一。IGN的Jesse Schedeen认为这个角色“太棒了，不能被限制在一个格斗游戏系列中。” 2013年，Complex的Kevin Wong将他排名第九，称他“易爱”，但与此相反，他是一个“作弊者”：“Yoshimitsu是唯一能使用剑的角色，而且是无法格挡的。” 在2011年，Machinima将Yoshimitsu评为视频游戏中第七大最佳忍者，而Play的Ian Dransfield将这个角色列为PlayStation游戏机上的十大忍者之一：“他过去曾从富人那里偷，给穷人，但现在他只是在跳舞，靠剑柄平衡，并且惹恼任何他正在对抗的人。”  The Escapist的Lisa Foiles在2014年的“最佳剑客前五名”中将Yoshimitsu排名第五。 Gaming Debugged的Ian Garstang在2014年评论说：“许多游戏玩家曾经愤怒地离开《铁拳》街机或在失去这个忍者大师后将控制器扔下。”  在《快打旋風 X 鐵拳》发行之前的2010年，GamesRadar的Michael Grimm将苏杜姆和吉光的机械人版本（“两者为陈旧的武士时装带来了些许的刺激感”）列为他想在游戏中看到的对手。 Kotaku的Gergo Vas在2013年将吉光排名第八位，成为日本视频游戏中“最疯狂”的机器人之一。 Den of Geek将吉光评为“第五好的《铁拳》角色”，评论说：“他是一个完全不可预测的《铁拳》系列中的角色，他有些合适，但又有些不合适。 他是整个宇宙中的重要角色，即使没有他的一款《铁拳》也会感到不对。”他还在粘贴列表“30个最佳铁拳角色”中排名第5位，并评论道：“这位变身大师的神秘忍者在他的职业生涯中换了更多的服装，比模特还多。他的奇怪外观只能与他同样奇怪的战斗风格相匹配。” 此外，TheGamer还将他评为“最酷的铁拳角色”，称“作为系列中最受喜爱的角色之一，也是少数在每一部铁拳游戏中出现的角色之一，吉光是有史以来最酷的战斗角色之一。” 该网站还将他列为“铁拳系列中第14个最强大的角色”，评论称“由于他作为忍者的技能，吉光有时能够隐身出现，并战胜像布莱恩·弗瑞这样的强大对手。虽然他不处于精英层级，但他非常接近。” 他被Screen Rant评为“铁拳系列第5个最佳角色”：“这位看似不死的忍者，最引人注目的是他的外观，在每个游戏中都会因神秘的原因而改变，最新的外观似乎总是比以前更酷。” 
2011年，UGO.com将吉光的《铁拳 5》 中的“蓝色”服装评为游戏中第九个“最时尚的备用服装”。  4thletter.net的Gavin Jasper在 其2013年排名的前200个格斗游戏结局中，将吉光在《铁拳4》中骗取平八和邪恶的三島财阀大量金钱的结局排名第33。 Arcade Sushi的Angelo Dargenio将吉光的自杀技能排名第17位，但将其描述为“在战斗中从未真正使用的有用技能，因为它会花费你巨大的生命值。”  Prima Games将其评为“视频游戏历史上第14个最伟大的格斗技能”，并评论道：“嘿，如果你要离开，你最好带个人一起去，对吧？ ” 
吉光受到粉丝较冷的反应；在南梦宫于2002年举行的一次投票中，他被评为最受欢迎的《剑魂》系列角色中的第六名，他以4.56%的得票率被评为第六大最受欢迎的魂灵角色，落后第五名塞万提斯德莱昂7个百分点。 在南梦宫于2012年进行的另一次投票中，吉光在54个铁拳角色中排名第22位，并成为《快打旋風 X 鐵拳》中可玩角色的最受欢迎选择之一，获得了88,280个粉丝投票中的5503个（6.23％）。 